# Рот, Бертран
Бертран Рот (нем. Bertrand Roth; 12 февраля 1855, Дегерсхайм (Санкт-Галлен) — 24 января 1938, Берн) — немецкий пианист и композитор швейцарского происхождения.
С трёхлетнего возраста жил в Плауэне, где его отец Фредерик Рот основал фабричное производство «плауэнского кружева». Окончил Лейпцигскую консерваторию, в 1877 г. учился в Веймаре у Ференца Листа. В 1879 г. выступил как солист на Всегерманском музыкальном фестивале в Висбадене. С 1880 г. преподавал во Франкфурте-на-Майне в Консерватории Хоха. В 1884 г. обосновался в Дрездене, где и провёл последующие 46 лет, преподавая в консерватории (с 1903 г. профессор), концертируя как солист и руководя в 1901—1930 гг. «Музыкальным салоном Бертрана Рота», в рамках которого состоялось около 300 концертов из произведений современных композиторов.
Композиторское наследие Рота включает фортепианную музыку, камерные сочинения, песни.
Имя Рота носит улица в Плауэне (нем. Bertrand-Roth-Straße).